# Don CeSar
Le Don CeSar est un hôtel de luxe situé à  St. Pete Beach en Floride aux États-Unis. Il a été ajouté en 1975 au Registre national des lieux historiques.

## Histoire
En 1924, Thomas Rowe achète un terrain de près de 32 hectares à St. Petersburg pour une somme de 100 000 dollars dans le but d'y construire un « Château rose ». Il prend les services de l'architecte Henry Dupont pour concevoir l'hôtel. Pour résoudre le problème de stabilité du bâtiment sur le sol sablonneux, le projet aurait nécessité l'enfouissement coûteux de nombreux pieux dans le sol. Le constructeur a l'idée de faire un radier en béton. Le bâtiment est construit dans le style renaissance méditerranéen et mauresque. On trouve ce style dans d'autres hôtels déjà existants de Palm Beach. Le bâtiment, de couleur rose, dispose ainsi d'ouvertures en arche, de balcons, et de tours. Le projet original de 450 000 dollars se compose d'un hôtel de six étages pour 110 chambres mais le nombre de chambres sera doublé et le coût final sera finalement triplé.
Le nom de l'hôtel, Don Cesar, est un clin d'œil à Don Caesar DeBazan, le personnage principal de la pièce d'opéra Maritana de William Vincent Wallace. L'hôtel s'ouvre le 16 janvier 1928 lors d'une réception de personnes huppées de la région de Tampa et St. Petersburg. L'hôtel devient rapidement un lieu apprécié des célébrités et des fortunés de l'époque. Il accueille ainsi F. Scott Fitzgerald, Clarence Darrow, Al Capone, Lou Gehrig et Franklin D. Roosevelt. Le lieu parvient à attirer de telles personnalités même durant la Grande Dépression de 1929 notamment en accueillant l'équipe des New York Yankees lors de ses entraînements du printemps.
À la mort de Thomas Rowe, le bien est légué à sa femme mais il commence à péricliter. Lors de la Seconde Guerre mondiale, l'hôtel est vendu à l'Armée pour 450 000 dollars pour être converti en hôpital dès décembre 1942. En février 1944, l'hôpital est transformé en centre de convalescence de l'U.S. Air Force. En juin 1945, il est fermé et converti fin de l'année en bureau régional de l'Administration des vétérans de guerre.
En novembre 1967, l'administration des vétérans commence son retrait de l'hôtel qui se terminera en 1969. L'administration de l'armée souhaite abattre le bâtiment en piteux état mais c'était sans compter l'opposition des habitants locaux. En mars 1972, le bâtiment est vendu à William Bowman Jr, un homme d'affaires du milieu hôtelier. L'hôtel rouvre le 23 novembre 1973 et connait ensuite de nombreux ajouts et rénovations de 1985 à 2001 dont un spa et une piscine. En 1975, l'hôtel est ajouté au Registre national des lieux historiques. L'hôtel est ensuite renommé en The Don CeSar Beach Resort and Spa.
Il est membre des Historic Hotels of America depuis 1989.

## Culture populaire
- Des scènes du film policier Il était une fois en Amérique (1984) sont filmées dans l'hôtel.
- Le groupe musical Tom Petty and The Heartbreakers filme un clip vidéo dans l'hôtel en 1985.
- Le Don CeSar a accueilli tous les Présidents américains depuis Gerald Ford excepté Ronald Reagan.